# جزیره شاهی
جزیره اسلامی، پیش از انقلاب ۱۳۵۷ جزیره شاهی، جزیره‌ای در کرانهٔ خاوری دریاچه ارومیه است. جزیره شاهی تنها جزیرهٔ مسکونی و بزرگ‌ترین جزیره در دریاچهٔ ارومیه و از مکان‌های مهم آذربایجان شرقی محسوب می‌شود. قلعهٔ شاهی، که قلعهٔ آق گنبد نیز نامیده می‌شود، مهم‌ترین اثر تاریخی این جزیره است.
این جزیره دارای هفت روستا است که در شرق دریاچه ارومیه در شهرستان اسکو، استان آذربایجان شرقی واقع شده‌است. با پایین آمدن سطح آب دریاچه، این جزیره هم‌اکنون در خشکی محصور شده‌است. جزیرهٔ اسلامی تنها جزیرهٔ مسکونی و آباد دریاچهٔ ارومیه است که در اثر کمی بارندگی و تبخیر آب دریاچه در تابستان به صورت شبه جزیره در می‌آید.

## نام
این جزیره پیش از این شاها، شاهو و شاهی نامیده می‌شد. دریاچهٔ ارومیه هم در گذشته دریاچهٔ شاهی نام داشت. مشخص نیست که کدام‌یک از این‌ها (دریاچهٔ شاهی و جزیرهٔ شاهی) نامشان برگرفته از دیگری باشد.

## تاریخ و روستاها
جزیرهٔ شاهی از مکان‌های کهن دریاچهٔ ارومیه برای زندگی است. در سدهٔ سوم قمری، به قلعهٔ مستحکمی به نام شاهی یا شاها اشاره شده‌است. این جزیره در سدهٔ هفتم قمری، به‌دلیل وجود قلعه‌ای مستحکم در کوه‌های، پناهگاه خوبی برای شورشیان بود. در این سده، هولاکو خان، ایلخان مغول، قلعهٔ این جزیره را بازسازی و گنجینه‌هایی را که از پیروزی‌هایش در بغداد و شام گرد آورده بود، را به آن‌جا منتقل کرد و برای محافظت از آن‌ها به خزانه‌دارانی کار سپرد. در دوران حکومت ایلخانان، این قلعه یکی از خزانه‌های سلطنتی آن‌ها بود. در سال ۱۲۶۵ میلادی، جسد هولاکو خان در کوهی (یا قلعه‌ای) در این جزیره ظاهراً با تمام ثروتش دفن شد. آرامگاه او هنوز کشف نشده‌است. به‌دلیل دفن هولاکو و یکی از شاهزادگان مغول، آن را گورقلعه نیز نام داده‌اند.
جزیرهٔ شاهی در زمان پادشاهی محمدشاه یکی زندان‌های دولت بود. روستاهای سرای‌ده، آق‌گنبد، قپچاق، گمیچی، بوراچالو، تیمورلو و بهرام‌آباد در این جزیره قرار دارد. سرای‌ده مرکز دهستان و مهم‌ترین روستای این مکان است. شاهزاده ملک قاسم میرزا برای گشایش خطوط کشتی‌رانی در دریاچهٔ ارومیه و ساخت اسکله در این روستاها کوشش کرد.

## جمعیت
جمعیت جزیرهٔ شاهی در سرشماری‌های ۱۳۷۵ تا ۱۳۸۵ کمتر شده‌است. در سرشماری ۱۳۷۵، جمعیت کل جزیره ۴٬۸۱۵ تن (۱٬۱۰۵ خانوار) بود. اما در سرشماری ۱۳۸۵، جمعیت جزیرهٔ اسلامی به ۳٬۵۷۴ تن (۱٬۰۴۷ خانوار) کاهش یافت. زراعت، باغداری، دامداری و اشتغال در کشتی‌های دریاچ از کارهای اقتصادی زیستوران این جزیرهٔ است. گلیم‌بافی، سبدبافی و قالی‌بافی نیز در این جزیره رواج داشته‌است. ساکنان روستاهای جزیرهٔ شاهی مسلمان و شیعه هستند و به زبان ترکی سخن می‌گویند.

## جغرافیا
جزیره شاهی از دید اداری-سیاسی به دهستان جزیره، بخش ایلخچی، شهرستان اسکو، استان آذربایجان شرقی مربوط می‌شود. درازای این جزیره از شمال به جنوب ۲۴٬۵ کیلومتر و عرض آن ۱۵ کیلومتر است. این جزیره حدود ۳۴۷ کیلومتر مربع گستره دارد.

## آب‌وهوا

طبیعت جزیره شاهی

جزیره شاهی تنها جزیرهٔ مسکونی و بزرگ‌ترین جزیره در دریاچهٔ ارومیه محسوب می‌شود. در فصل‌های تابستان و به دنبالِ کاهش باران و تبخیر آب دریاچهٔ ارومیه، این جزیره به حالت شبه‌جزیره‌ای تبدیل و از سمت شرق به خشکی متصل می‌شود. کناره‌های این جزیره بریدگی‌ها و ژرفای خوبی برای پهلوگرفتن کشتی‌های باری دارند.
جزیرهٔ شاهی توده‌ای آتش‌فشانی محسوب می‌شود. سازندهای زمین‌شناختی این جزیره شامل آندزیت و مخروط‌افکنه‌های آبرفتی است. سن دهانهٔ آتش‌فشانی شناخته‌شدهٔ جزیره ۷٬۸ میلیون سال است. این آتش‌فشان، بر پایهٔ شواهد زمین‌شناختی، سنگ‌های آن از نظر زمین‌شیمی، از نوع قلیایی و قلیایی پتاس‌دار است.
جزیرهٔ شاهی عمدتاً کوهستانی و صخره‌ای است. در شمال غربی و جنوب شرقی جزیره، تپه‌ماهورهایی دیده می‌شود. رشته‌کوهی به نام شاهی در این جزیره قرار دارد که کوه چپقلو با ۲٬۱۷۵ متر، بلندترین نقطهٔ آن است. این جزیره جریان سطحی دائمی ندارد، اما به‌هنگام بارندگی، رودخانه‌های فصلی از ارتفاعات آن جاری می‌شوند. چشمه‌های آب شیرینی در این جزیره وجود دارد. آب‌وهوای جزیرهٔ شاهی معتدل و نیمه‌خشک است.
در جزیرهٔ شاهی جانوران فراوانی زندگی می‌کنند، پرندگان شامل پلیکان، آنقوت و فلامینگو، و از پستانداران شامل پلنگ می‌شوند. این جزیره در منطقهٔ شکار ممنوع قرار دارد. در کناره‌های جزیره آرتمیا و جلبک اُلِنا زندگی می‌کنند.